# Лупеле (Галац)
Лупеле (рум. Lupele) насеље је у Румунији у округу Галац у општини Пекеа. Oпштина се налази на надморској висини од 81 m.

## Становништво
Према подацима из 2002. године у насељу је живело 44 становника, од којих су сви румунске националности.